# Perittia
Perittia är ett släkte av fjärilar som beskrevs av Henry Tibbats Stainton 1854. Perittia ingår i familjen Gräsmalar, Elachistidae.

## Dottertaxa tillPerittia, i alfabetisk ordning[2][1]
- Perittia aganopa (Meyrick, 1911)
- Perittia andoi Kuroko, 1982
- Perittia antauges Kaila, 2011
- Perittia biloba (Sruoga, 1990)
- Perittia carlinella (Walsingham, 1908)
- Perittia constantinella (Rebel, 1901)
- Perittia cupreella (Blanchard, 1852)
- Perittia cygnodiella (Busck, 1921)
- Perittia daleris Kaila, 2011
- Perittia deroga Kaila, 2011
- Perittia echiella (Joannis, 1902)
- Perittia eremonoma (Braun, 1948)
- Perittia ernsti Kaila, 2000
- Perittia eselkopensis Mey, 2011
- Perittia farinella (Thunberg, 1794), Vit gräsmal
- Perittia fraudatrix Kaila, 2000
- Perittia granadensis (Traugott-Olsen, 1995)
- Perittia herrichiella (Herrich-Schäffer, 1855), Vitfläckig trymal
- Perittia huemeri (Traugott-Olsen, 1990)
- Perittia infumata (Meyrick, 1914)
- Perittia junnilaisella Kaila, 2009
- Perittia karadaghella Sinev & Budashkin, 1991
- Perittia lonicerae (Zimmerman & Bradley, 1950)
- Perittia mastodon Kaila, 2000
- Perittia metaxea (Kaila, 1995)
- Perittia minitaurella Kaila, 2009
- Perittia morgana Kaila, 2000
- Perittia mucronata (Parenti, 2001)
- Perittia nephele Kaila, 2000
- Perittia nimbifera (Meyrick, 1913)
- Perittia obscurepunctella Stainton, 1848, Töcknig trymal
- Perittia ochrella (Sinev, 1992)
- Perittia pachyzona (Meyrick, 1921)
- Perittia passula Kaila, 1995
- Perittia patagonica Kaila, 2000
- Perittia petrosa Sruoga, 1992
- Perittia piperatella (Staudinger, 1859)
- Perittia prolixa Sruoga & Sinev, 2017
- Perittia ptychospila (Meyrick, 1918)
- Perittia punatensis Kaila, 2000
- Perittia ramona Kaila, 2000
- Perittia ravida Kaila, 2009
- Perittia regina Kaila, 2000
- Perittia secutrix (Meyrick, 1914)
- Perittia sepulchrella (Stainton, 1872)
- Perittia serica (Kaila, 1995)
- Perittia sibirica Sinev, 1992
- Perittia smaragdophanes (Meyrick, 1932)
- Perittia spermatopis (Meyrick, 1933)
- Perittia tectusella Sruoga, 1997
- Perittia tucumana Kaila, 2000
- Perittia unicolorella Sinev, 1992
- Perittia unifasciella Sinev, 1992

## Bildgalleri

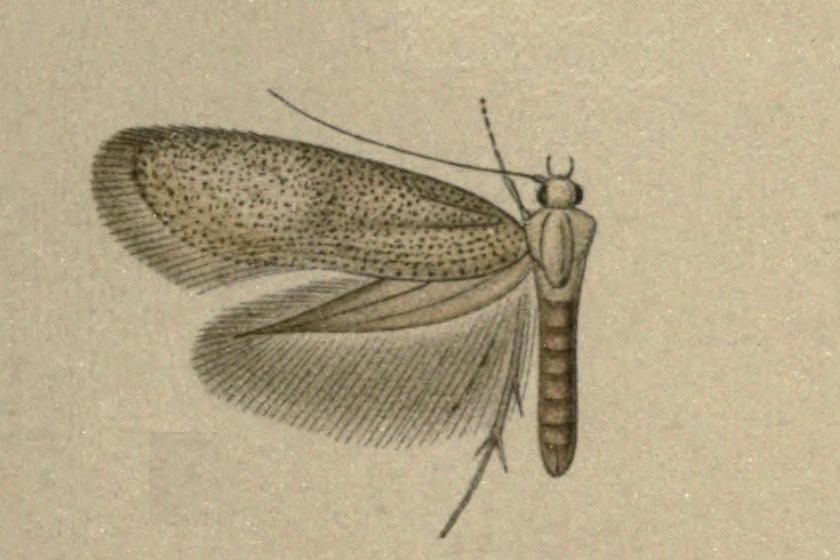
Perittia carlinella
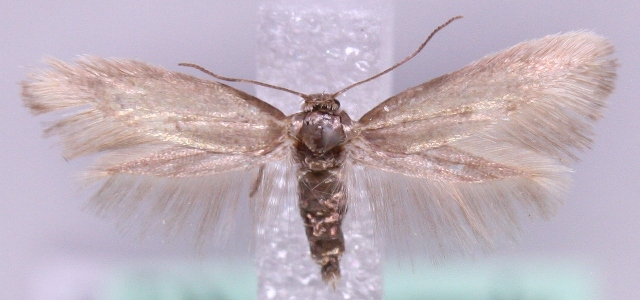
Töcknig trymal, Perittia obscurepunctella
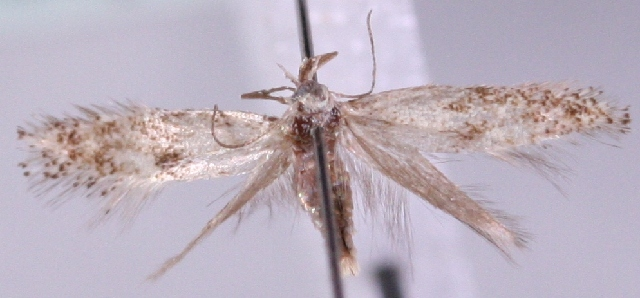
Perittia sibirica